# Siem Reap

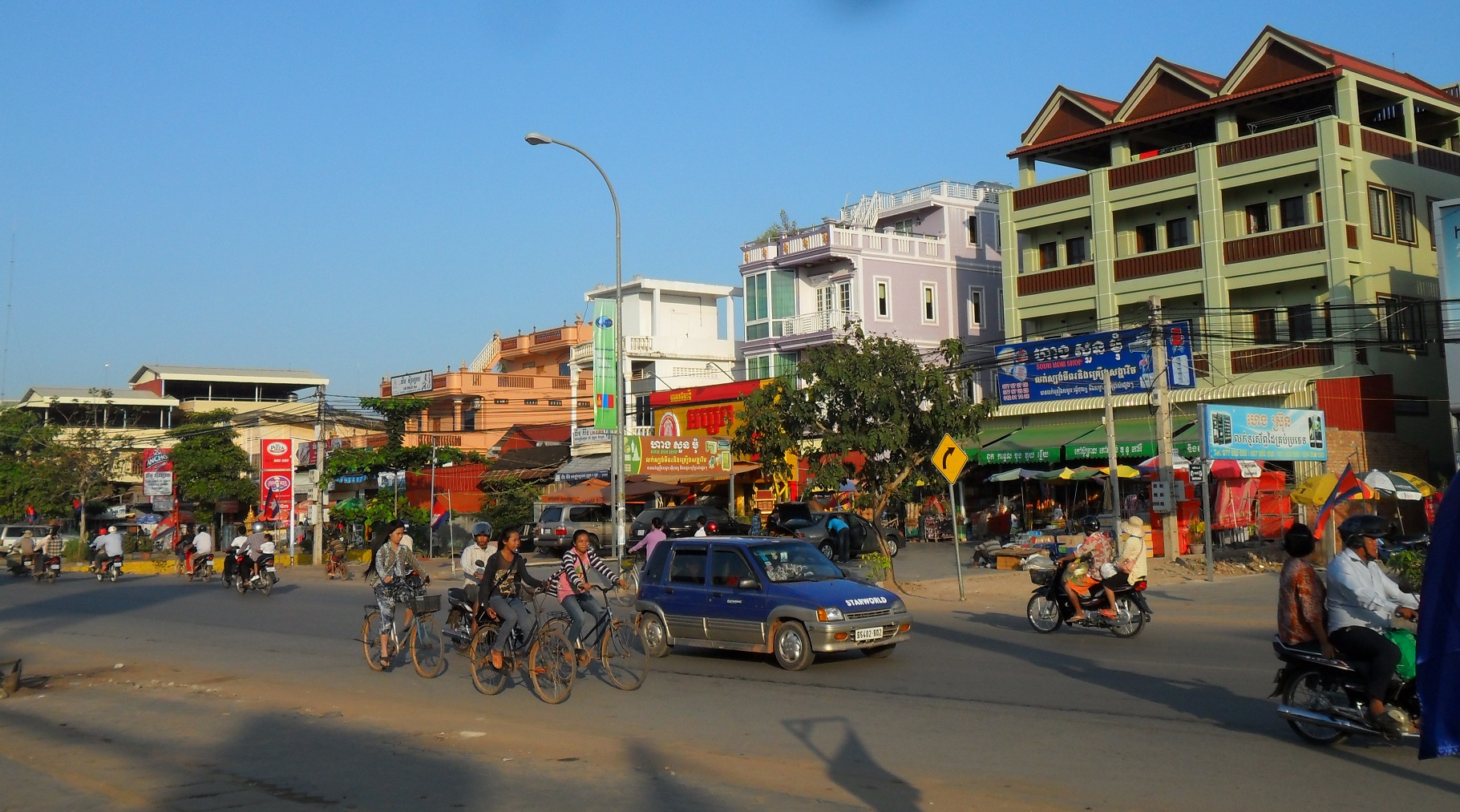
Siem Reap

La Ciutat de Siem Riep (ក្រុងសៀមរាប; เสียมราฐ, Siemmarat) és la capital de la província de Siem Reap, a Cambodja i se situa al cor d'aquesta província al pas de la carretera nacional 6, que uneix la capital, Phnom Penh i Kompung Thom amb Sisophon. Parteix d'allà la Carretera Nacional 12 que va cap al nord del país (Província de Preah Wijía).
A 8 km al nord, es troba l'antiga ciutat sagrada d'Angkor, epicentre de l'Imperi Jemer i la principal responsable de fer de la ciutat de Siem Riep el lloc més visitat del Regne de Cambodja.
La ciutat, presentada com un pol del turisme internacional, posseeix tota la infraestructura per a això. Té a més el segon aeroport nacional, Aeroport de Siem Riep, que té vols diaris a Phnom Penh i a Bangkok i eventualment a altres capitals d'Àsia.